# Mot
Pour les articles homonymes, voir mot (homonymie).
Un mot est une suite de syllabes ou de caractères graphiques formant une unité sémantique et pouvant être distingués par un séparateur, par exemple à l'écrit une espace typographique. En linguistique, un mot est le plus petit élément pouvant être prononcé isolément avec un contenu sémantique ou pragmatique.

## Étymologie
« Mot » dérive du bas-latin muttum, substantif issu du verbe latin muttire. Ce verbe indique généralement la production d'un discours inarticulé et/ou incohérent : au sens propre, muttire, c'est dire « mu », grogner comme un bovin. Toutefois, il définit également le contraire, c'est-à-dire la formulation d'un énoncé articulé. Dès son origine, le mot se trouve chargé d'une tension sémantique et tiraillé entre deux significations contradictoires. Jusqu'au XIIe siècle, la première signification l'emporte : l'usage de muttum ou de mu est exclusivement péjoratif. Progressivement, la notion se neutralise et devient un simple qualificatif linguistique. Ce faisant, il entretient une relation synonymique avec tout une galaxie de concepts alors interchangeables : le verbe, la parole, le dit, le vocable… Cette incertitude se prolonge jusqu'à la fin du XVIIe siècle. Publié en 1690, le Dictionnaire universel d'Antoine Furetière définit encore le mot par la parole, et la parole par le mot. Le Dictionnaire français de Richelet (1680) procède par contre à une distinction destinée à rester : le mot désigne « tout ce qui se prononce et s'écrit à part », tandis que la parole constitue le « discours et explication de la pensée par le son et la voix ».
On ne retrouve cette distinction arbitraire dans aucune autre langue romane. Équivalents lexicaux de parole, l'espagnol palabra, l'italien parola et le portugais palavra traduisent sémantiquement le mot français. Le roumain cuvânt dérive quant à lui de deux termes latins : conventum (convention) et conventus (assemblée).
Il convient toutefois de noter que l'anglais motto (« devise », « maxime », et qui a également ce sens en italien aujourd'hui), est d'origine italienne. Par ailleurs, motto était le terme générique pour « mot » en italien, comme en français, avant qu'il soit supplanté par parola. [Vigna, IV 35: eo diragio altro mutto]

## Histoire
À l'écrit, les anciennes langues n'utilisaient pas des mots construits sur un alphabet (hiéroglyphes égyptiens ; débuts de l'écriture en Mésopotamie ; cunéiforme, utilisant un syllabaire).
Le phénicien est une des premières langues à utiliser un alphabet suivie par le grec et le dorien, puis le latin.

## Une instance normalisatrice
Mot est un terme générique pour un ensemble qui peut être divisé en plusieurs parties (noms, pronoms, déterminants, adverbes...). Il peut désigner n'importe lequel de ces sous-ensembles, et ce dans toutes les langues et toutes les civilisations, particulièrement à l'oral. En ce sens, on pourrait dire que mot est un hyperonyme de nom, adverbe, etc.

## Une notion problématique
La notion de mot soulève d'importants problèmes d'identification. Elle dépend avant tout de l'intuition des locuteurs, chacun sachant citer des mots ou les identifier, sans pour autant pouvoir expliquer quels sont ses critères de jugement.

### Cas-limites
Parmi les principaux problèmes se présentant lorsque l'on veut définir la notion de mot, on peut citer ceux-ci :
- dans la langue parlée, il n'existe qu'une chaîne de phonèmes. Le blanc typographique (par exemple) n'a pas forcément de représentation orale, laquelle peut être symbolisée par la ponctuation ;
- toutes les écritures n'utilisant pas le blanc typographique (c'est le cas en chinois, où l'on distingue d'ailleurs les caractères, 字 zì, des mots, 詞 cí, alors que rien n'indique, dans l'écriture de cette langue, les limites entre mots) ou quelque autre séparateur de mots (comme le point, parfois utilisé par les Romains dans les inscriptions monumentales en latin), il ne serait pas possible de trouver des mots dans toutes les langues. Pourtant, on s'accorde pour dire que chaque langue en possède. D'autre part, la grande majorité des langues n'est pas écrite[4] ;
- une personne écoutant un énoncé prononcé dans une langue qu'elle ne connaît pas ne pourra pas en identifier les mots. Si elle sait quels phonèmes caractérisent cette langue, en revanche, elle pourra les identifier même sans comprendre le sens de l'énoncé ;
- s'il est possible d'identifier les mots en séparant ceux d'un énoncé par des pauses (dans la phrase jamais.il.ne.vient, on ne pourra placer des pauses — symbolisées ici par des points — qu'entre les mots), ou en les permutant (Jean.Pierre.Mot → Mot.Jean.Pierre) que faire de mots comme ceci et ceux-ci ? Est-il logique que le premier ne compte que pour un mot et le second pour deux alors que ceci n'est qu'une manière d'écrire *ce-ci et que ceux ne peut être séparé de -ci sans changer de sens ? De même, que penser d'aujourd'hui qui est, historiquement, une locution, composées de quatre mots (au-jour-d'-hui), lexicalisée ? Au, jour et d(e) peuvent être identifiés comme des mots, mais pas hui. Enfin, au, résultat d'une agglutination, compte-t-il pour un mot ou deux (à+le) ? Pomme de terre est-il un mot, ou bien trois ?

### Alternatives linguistiques
À cause de toutes ces ambiguïtés, aujourd'hui, la plupart des linguistes préfèrent utiliser des terminologies scientifiques plus précises, telles que vocable, mot-forme, lemme (ou lexie), lexème, forme du lexème, morphème.

## Longueur des mots
Dans la langue écrite, la longueur des mots, en nombre de caractères, varie d'une langue à l'autre :
- 13 % des mots du mongol s'écrivent en 13 lettres ;
- 12 % des mots de l'allemand s'écrivent en 12 lettres ;
- 14 % des mots du grec moderne s'écrivent en 12 lettres ;
- 17 % des mots du magyar s'écrivent en 11 lettres ;
- 11 % des mots du danois s'écrivent en 11 lettres ;
- 15 % des mots du bélarus, du français et du russe s'écrivent en 11 lettres ;
- 14 % des mots du néerlandais s'écrivent en 10 lettres.

57,7 % des mots de la langue française s'écrivent en 11 lettres ou moins.
Des mots plus récents peuvent être plus long du fait qu'ils sont composés de concepts issus de mot plus anciens qu'ils accolent.